# كوكال منقط الأجنحة
كوكال منقط الأجنحة (الاسم العلمي: Centropus spilopterus) (بالإنجليزية: Kai Coucal)‏ هو نوع من الطيور يتبع جنس الكوكال من فصيلة طيور الوقواق.